# Montserrat Isern Rabascall
Montserrat Isern Rabascall (l'Hospitalet de Llobregat, 30 de maig de 1900 - Barcelona, 2 de juliol de 1986), galerista d'art, comerciant d'art català i fundadora de la galeria d’art Syra, va ser la primera dona responsable d'una galeria d’art i va organitzar la primera Fira de Dibuix al Carrer, a la ciutat de Barcelona.

## Biografia
Fou la filla gran del matrimoni entre Maria Rabascall Aguiló i Jaume Isern i Hombravella, conegut metge catalanista i progressista, que exercí la medicina a l'Hospitalet de Llobregat, i tingué sis germans: Josep (1902), Núria (1908), Jaume (1912), Fanny/Francisca, Teòfil i Salvador.
Va formar part de la Junta de Dames de la Creu Roja de l’Hospitalet (1925), presidida per Eugenia Casanovas i formada per les senyores Pilar Guill de Jiménez, María Luisa Ortiz de Suero, Pilar de España, Juanita Farnés, Margarita Martínez i Consuelo Corominas. També va formar part com a vocal de l’associació barcelonina Acció Femenina (1929-1930), una associació feminista impulsada i presidida per Carmen Karr.
La Montserrat visqué a la casa amb jardí que la família Isern Rabascall, al 1930, va encarregar als germans Ramon i Antoni Puig i Gairalt, com a casa familiar i consultori mèdic privat del doctor Isern, anomenada Xalet Isern. És una casa d'estil racionalista a la plaça del Repartidor, just davant de l'edifici de Correus, on actualment s'ubica la Comissaria de Policia Nacional.
Qualificada per Daniel Giralt-Miracle i Rodríguez com "la marxant dinàmica de l'art català", Montserrat Isern inaugurà, el 1931, la galeria d’art SYRA, al carrer de la Diputació de Barcelona, que de seguida va destacar en la difusió de l'art d'avantguarda, i va acollir artistes com Pablo Picasso, Josep Llorens i Artigas o Manolo, entre d'altres. La galeria es convertí en un punt de referència obligat per entendre una gran part de l'art català del segle xx.
El 1932 va organitzar la primera Fira de Dibuix al Carrer a la Gran Via de la ciutat de Barcelona, als Jardins de Soler i Rovirosa fronterers a la Casa del Llibre. El projecte i l'execució foren a càrrec del grup d'arquitectes del GATCPAC (Grup d'Artistes i Tècnics Catalans per el Progrés de l'Arquitectura a Catalunya). La inauguració oficial va ser presidida pel president de la Generalitat de Catalunya, Francesc Macià, el senyor Moles, governador civil de Barcelona, i el senyor Bonaventura Gassol, conseller de Cultura de la Generalitat.
Després de la Guerra Civil, traslladà la galeria d’art SYRA al passeig de Gràcia de Barcelona, als baixos de Can Batlló.
La Montserrat, sempre que algun hospitalenc li demanava col·laboració, s’hi prestava, i així ho va fer al 1960, quan juntament amb el pintor Joan Commeleran, va cedir la galeria per organitzar una exposició subhasta de dibuixos i pintures que alguns artistes catalans havien regalat, a benefici de la rehabilitació de l'ermita de Bellvitge,
Una mostra més del lligam que va mantenir sempre amb l'Hospitalet és el fet que un dels darrers dibuixants que penjaren quadres a la galeria SYRA va ser Joan Soler i Jové, conegut pels seus apunts sobre Charlie Rivel i la col·lecció de dibuixos que va fer sobre l'Hospitalet. Altres artistes que van exposar a la galeria, que estaven vinculats a l'Hospitalet i que actualment es poden veure al Museu de l'Hospitalet, van ser els germans Antoni, Enric i Josep Serra i Abella els anys 1933 i 1934, i Josep Guinovart, que al 1952 va fer la seva primera exposició de pintura a la galeria SYRA.